# Fireworks (album Angry)
Fireworks to trzeci album studyjny brazylijskiego zespołu Angra i ostatni nagrany w oryginalnym składzie.

## Lista utworów
1. Wings of Reality (Matos) – 05:55
2. Petrified Eyes (Bittencourt) – 06:05
3. Lisbon (Matos) – 05:13
4. Metal Icarus (Bittencourt, Loureiro, Confessori) – 06:24
5. Paradise (Loureiro, Bittencourt, Matos) – 07:38
6. Mystery Machine (Loureiro, Bittencourt, Matos) – 04:12
7. Fireworks (Bittencourt, Loureiro, Confessori, Matos) – 06:21
8. Extreme Dream (Loureiro, Bittencourt) – 04:17
9. Gentle Change (Bittencourt, Confessori, Mariutti) – 05:36
10. Speed (Loureiro) – 05:57

### Bonus w edycji japońskiej
- Rainy Nights (Loureiro, Matos, Bittencourt) – 05:02

## Twórcy
- Andre Matos - śpiew
- Kiko Loureiro - gitara
- Rafael Bittencourt - gitara
- Luis Mariutti - gitara basowa
- Ricardo Confessori - perkusja

## Listy sprzedaży
| Lista   | Kraj    | Pozycja |
| ------- | ------- | ------- |
| Top 200 | Francja | 41      |